# 1828
Промислова революція •  Російська імперія • Незалежність країн Латинської Америки • Грецька революція

## Геополітична ситуація
У Росії править імператор Микола I (до 1855). Російській імперії належить більша частина України, значна частина Польщі, Грузія, частина Закавказзя, Фінляндія, Аляска. Україну розділено між двома державами — Королівство Галичини та Володимирії належить Австрії, Правобережжя, Лівобережжя та Крим — Російській імперії. Задунайська Січ існує під протекторатом Османської імперії.
В Османській імперії править султан Махмуд II (до 1839). Під владою османів перебувають Близький Схід та Єгипет, Середземноморське узбережжя Північної Африки, частина Закавказзя, значні території в Європі: Греція, Болгарія і Сербія. Васалами османів є Волощина та Молдова. Триває Грецька революція.
Австрійську імперію очолює Франц II (до 1835). Вона охоплює, крім власне австрійських земель, Угорщину з Хорватією, Трансильванію, Богемію, Північну Італію. Король Пруссії — Фрідріх-Вільгельм III (до 1840). Баварське королівство очолює Людвіг I (до 1848). Австрія, Пруссія, Баварія та інші німецькомовні держави об'єднані в Німецький союз.
У Франції королює Карл X (до 1830). Франція має колонії в Карибському басейні, Південній Америці та Індії. На троні Іспанії сидить Фернандо VII (до 1833). Королівству Іспанія належать частина островів Карибського басейну, Філіппіни. Об'єднані провінції Ріо-де-ла-Плати, Велика Колумбія, Мексика, Центральноамериканська федерація, Болівія добились незалежності від іспанської корони. У Португалії Мігел I узурпував трон Марії II (до 1834). Португалія має володіння в Африці, в Індії, в Індійському океані й Індонезії. У Бразильській імперії править Педру I (до 1834).
У Великій Британії королює Георг IV (до 1830). Британія має колонії в Північній Америці, на Карибах та в Індії. Королівство Нідерланди очолює Віллем I (до 1840). Король Данії та Норвегії — Фредерік VII (до 1863), на шведському троні сидить Карл XIV Юхан Бернадот (до 1844). Італія розділена між Австрією та Королівством Обох Сицилій. Існує Папська держава з центром у Римі.
Сполучені Штати Америки займають територію частини колишніх британських колоній та купленої у Франції Луїзіани. Посаду президента США обіймає Джон Квінсі Адамс. Територія на півночі північноамериканського континенту належить Великій Британії, вона розділена на Нижню Канаду та Верхню Канаду, територія на півдні та заході континенту належить Мексиці.
В Ірані при владі Каджари. Британська Ост-Індійська компанія захопила контроль майже над усім Індостаном. У Пенджабі існує Сикхська держава. У Бірмі править династія Конбаун, у В'єтнамі — династія Нгуєн. У Китаї володарює Династія Цін. У Японії триває період Едо.

## Події

### В Україні
- Бессарабська губернія розділена на повіти: Аккерманський, Бендерський, Ізмаїльський (спочатку градоначальництво), Кишинівський, Леовський, Оргеєвський, Сороцький, Хотинський, Ясський
- Ліквідовано Задунайську Січ, із переселених козаків сформовано Азовське козацьке військо.
- В Одесі відкрили пам'ятник Дюку.

### У світі
- 4 січня Жан Батист Мартіньяк став прем'єр-міністром Франції.
- 8 січня утворилася Демократична партія США.
- 22 січня прем'єр-міністром Великої Британії став Артур Веллслі.
- 22 лютого підписано Туркманчайський мирний договір, яким завершилася російсько-перська війна. Росія отримала території на північ від річки Аракс.
- 11 квітня засноване місто Баїя-Бланка.
- 3 червня Сімон Болівар оголосив війну Перу.
- 23 червня Мігел I узурпував трон Португалії в Марії II, результатом стали Ліберальні війни.
- 27 серпня Бразильська імперія та Об'єднані провінції Ріо-де-ла-Плати визнали незалежність Уругваю, завершивши аргентино-бразильську війну.
- Російсько-турецька війна 1828—1829 років.
  - 29 вересня росіяни здобули Варну.
- 12 листопада Анувонг, король В'єнтьяну, втратив трон після того як Сіам захопив королівство і практично знищив столицю.
- 3 грудня на президентських виборах у США переміг Ендрю Джексон.

### У соціальному житті
- У Великій Британії засновано щотижневик The Spectator.
- Побачив світ перший номер «Черокі Фенікс» — першої індіанської газети в США.
- Засновано Банк Австралії, попередник Australia and New Zealand Banking Group.
- У Познані завершилося будівництво Бібліотеки Рачинського.

### У науці
- 7 квітня — Джон Гершель відкрив галактику NGC 5270.
- Карл Бер сформулював закон зародкової подібності.
- Фрідріх Велер синтезував сечовину.
- Аньош Єдлик створив перший у світі електромотор.

### У мистецтві
- Олександр Пушкін написав поему «Полтава».
- Адам Міцкевич написав поему «Конрад Валленрод».
- Вийшов у світ роман «Квіти у дзеркалі» Лі Жу-чженя.

## Народились
Дивись також Категорія:Народились 1828
- 8 лютого — Жуль Верн, французький письменник, «батько наукової фантастики»
- 20 березня — Ібсен Генрік, норвезький драматург, один з творців норвезького театру
- 8 травня — Жан Анрі Дюнан, швейцарський філантроп, ініціатор створення міжнародного товариства «Червоний Хрест», перший лауреат Нобелівської премії (1901)
- 12 травня — Данте Габрієль Россетті, англійський художник, поет, перекладач, один з засновників руху Прерафаелітів(1848—1853)
- 9 вересня — Толстой Лев Миколайович, російський письменник

## Померли
Дивись також Категорія:Померли 1828
- 19 листопада — Франц Петер Шуберт